# Communauté de communes de l’Outre-Forêt
Die Communauté de communes de l’Outre-Forêt ist ein französischer Gemeindeverband mit der Rechtsform einer Communauté de communes im Département Bas-Rhin in der Region Grand Est. Sie wurde am 1. Januar 2014 gegründet und umfasst 13 Gemeinden. Der Verwaltungssitz befindet sich im Ort Soultz-sous-Forêts.

## Historische Entwicklung
Der Gemeindeverband entstand 2014 durch die Fusion der Vorgängerorganisationen
- Communauté de communes du Soultzerland und
- Communauté de communes du Hattgau et environs

## Mitgliedsgemeinden
| Gemeinde                                | Einwohner 1. Januar 2022 | Fläche km² | Dichte Einw./km² | Code INSEE | Postleitzahl |
| --------------------------------------- | ------------------------ | ---------- | ---------------- | ---------- | ------------ |
| Aschbach                                | 646                      | 4,32       | 150              | 67012      | 67250        |
| Betschdorf                              | 4.192                    | 28,11      | 149              | 67339      | 67660        |
| Hatten                                  | 1.904                    | 18,91      | 101              | 67184      | 67690        |
| Hoffen                                  | 1.142                    | 9,45       | 121              | 67206      | 67250        |
| Keffenach                               | 204                      | 2,39       | 85               | 67232      | 67250        |
| Memmelshoffen                           | 324                      | 1,82       | 178              | 67288      | 67250        |
| Oberrœdern                              | 516                      | 5,00       | 103              | 67349      | 67250        |
| Retschwiller                            | 275                      | 3,26       | 84               | 67394      | 67250        |
| Rittershoffen                           | 910                      | 12,13      | 75               | 67404      | 67690        |
| Schœnenbourg                            | 703                      | 5,47       | 129              | 67455      | 67250        |
| Soultz-sous-Forêts                      | 3.147                    | 15,15      | 208              | 67474      | 67250        |
| Stundwiller                             | 497                      | 3,32       | 150              | 67484      | 67250        |
| Surbourg                                | 1.717                    | 10,46      | 164              | 67487      | 67250        |
| Communauté de communes de l’Outre-Forêt | 16.194                   | 119,79     | 135              | –          | –            |